# Česká archeologická společnost
Česká archeologická společnost je sdružením archeologů z Čech, Moravy a Slezska, navazující na bohatou tradici archeologické spolkové činnosti, počínající Archeologickým sborem Národního muzea (od 1841) v Čechách a Moravským archeologickým klubem (od 1906) na Moravě. Její přímou předchůdkyní byla Společnost čsl. prehistoriků, založená v Praze roku 1919 jako celostátní spolek v nově vzniklé republice. Ta přečkala válku i spolkový zákon z roku 1951, ale roku 1956 byla přidružena k nové ČSAV pod názvem Československá společnost archeologická. V březnu 1991 rozhodlo valné shromáždění o přeměně dosavadní Československé společnosti archeologické při ČSAV (ČSSA) na Českou archeologickou společnost (ČAS). Předsedou ČAS byl následně zvolen PhDr. Karel Sklenář, autor nových stanov společnosti.
ČAS na základě stanov z roku 1991 sdružuje rovnoprávné členy ve dvou sekcích – profesionální a neprofesionální. Další skupinu pak tvoří členové kolektivní, většinou muzea. Členové spolupracují v krajských regionálních pobočkách podle svého bydliště a působiště, nebo v odborných skupinách, zaměřených k dílčím otázkám archeologie.

## Regionální pobočky
- Středočeská a pražská
- Jihočeská
- Západočeská
- Severočeská
- Východočeská
- pro Moravu a Slezsko

## Odborné skupiny
- pro dějiny skla
- pro přírodovědecké metody v archeologii
- pro otázky neolitu a eneolitu Moravy a Slezska
- pro klasickou a římskoprovinciální archeologii
- pro výzkum středověké a raně novověké keramiky
- pro experimentální archeologii
- dobu římskou a stěhování národů
- Archeologie pro společnost